# Tetrastigma leucostaphylum
Tetrastigma leucostaphylum är en vinväxtart som först beskrevs av August Wilhelm Dennstedt och fick sitt nu gällande namn av A. Alston in D.J.Mabberley. Tetrastigma leucostaphylum ingår i släktet Tetrastigma och familjen vinväxter. Inga underarter finns listade i Catalogue of Life.